# UFC on Fox: Velasquez vs. Dos Santos
Pour les articles homonymes, voir UFC on Fox.
UFC on Fox: Velasquez vs. dos Santos ou UFC on Fox 1, est une compétition de mixed martial arts organisé par l'Ultimate Fighting Championship, qui s'est déroulée le 12 novembre 2011 dans le Honda Center de la ville d'Anaheim, en Californie. 
Diffusée sur Fox, l'un des principaux réseaux de télévision américains, elle marque la première télédiffusion sur une chaîne généraliste américaine, et ce en première partie de soirée, d'une compétition de combat libre. Fox, qui tablait sur une audience importante, a négocié ses spots publicitaires le double de leur valeur pour un samedi soir, soit à hauteur de 100 000 dollars (USD) pour 30 secondes en lieu et place des 50 000 dollars en moyenne pour ce jour et créneau horaire. Avec une moyenne de 5,7 millions de téléspectateurs américains, elle constitue la compétition de MMA la plus regardée de l'histoire sur le territoire des États-Unis.
La rencontre de tête d'affiche a opposé Cain Velasquez, champion américain en titre en catégorie poids lourds (« UFC Heavyweight ») et combattant invaincu en UFC, au brésilien Júnior dos Santos, considéré comme outsider et convalescent d'une blessure au genou. Le brésilien Junior dos Santos bat finalement par knockout (KO) le favori américain, en moins de 70 secondes. Il s'empare alors du titre de champion du monde UFC en catégorie poids lourds.

## Carte des combats
| Catégories         | Résultats                              | Méthodes                                    | Round | Temps | Notes                                           |
| ------------------ | -------------------------------------- | ------------------------------------------- | ----- | ----- | ----------------------------------------------- |
| Carte principale   |                                        |                                             |       |       |                                                 |
| Poids lourds       | Júnior dos Santos bat Cain Velasquez   | KO                                          | 1     | 1:04  | Remporte le titre poids lourds; KO de la soirée |
| Carte préliminaire |                                        |                                             |       |       |                                                 |
| Poids légers       | Ben Henderson bat Clay Guida           | Décision unanime                            | 3     | 5:00  | Combat de la soirée                             |
| Poids plumes       | Dustin Poirier bat Pablo Garza         | Soumission (d'arce choke)                   | 2     | 1:32  |                                                 |
| Poids plumes       | Ricardo Lamas bat Cub Swanson          | Soumission (arm-triangle choke)             | 2     | 2:16  | Soumission de la soirée                         |
| Mi-moyens          | DeMarques Johnson bat Clay Harvison    | KO (poings)                                 | 1     | 1:34  |                                                 |
| Poids coqs         | Darren Uyenoyama bat Norifumi Yamamoto | Décision unanime                            | 3     | 5:00  |                                                 |
| Poids plumes       | Robbie Peralta vs. Mackens Semerzier   | No Contest due à un coup de tête accidentel | 3     | 1:54  |                                                 |
| Poids coqs         | Alex Caceres bat Cole Escovedo         | décision unanime                            | 3     | 5:00  |                                                 |
| Mi-moyens          | Mike Pierce bat Paul Bradley           | décision partagée                           | 3     | 5:00  |                                                 |
| Mi-lourds          | Aaron Rosa bat Matt Lucas              | décision majoritaire                        | 3     | 5:00  |                                                 |